# Фабіан Каутер
Фабіан Каутер (нім. Fabian Kauter; нар. 22 вересня 1985 року, Берн, Швейцарія) — швейцарський фехтувальник на шпагах, чемпіон Європи, призер чемпіонатів світу та Європи.

## Виступи на Олімпіадах
| Олімпіада           | Дисципліна          | Місце |
| ------------------- | ------------------- | ----- |
| Лондон 2012         | індивідуальна шпага | 10    |
| Ріо-де-Жанейро 2016 | індивідуальна шпага | 12    |
| Ріо-де-Жанейро 2016 | командна шпага      | 6     |